# Wilhelm Kettler (biskup)
Wilhelm Kettler, Wilhelm Ketteler (ur. ok. 1512 w Assen, zm. 18 maja 1582 w Coesfeld) – książę-biskup Münster, brat księcia Kurlandii i Semigalii Gottharda Kettlera